# لعبة الأيام (مسلسل)
لعبة الايام مسلسل كويتي أُنتج عام 2007 من إنتاج وتوزيع : سكوب سنتر للإنتاج الفني ، واخراج فراج الفراج.

## ملخص القصة
عائلة فقيرة تعاني من ضيق الحال البالغ، يحاولون اللجوء إلى غصب ابنتهم على الزواج من رجل ثري، لربما يكون حلًا لمشكلاتهم، ويدور الصراع بينهم وبين الفتاة، ثم تدور الأيام وتنتقم لذلك.

## البطولة
| الممثل(ة)           |  |
| ------------------- |  |
| إبراهيم الحربي      |  |
| شيماء علي           |  |
| عبد الإمام عبد الله |  |
| ليلى السلمان        |  |
| أحمد العونان        |  |
| سعود الشويعي        |  |
| أحمد العونان        |  |
| سوزان الفارس        |  |
| صمود الكندري        |  |
| عبير الخضر          |  |
| نواف الراهي         |  |
| سوزان الفارس        |  |
| وليد الضاعن         |  |
| نوف                 |  |
| أحمد دشتي           |  |
| عصام الحسيني        |  |